# Цитадели (настольная игра)
«Цитадели» — настольная игра немецкого стиля, разработанная Бруно Файдутти. Впервые она была опубликована во Франции в 2000 под именем «Citadelles», позже в Германии под именем «Ohne Furcht und Adel» (нем., «Без страха и благородства»).
Игра входит в топ-200 лучших настольных игр по рейтингу сайта «BoardGameGeek».
На русском языке издаётся компанией «Мир Хобби».

## Правила
В игру могут играть от двух до восьми человек.
Цель игры — заработать как можно больше очков за построенные кварталы.
Побеждает тот, у кого будет наибольшее количество очков, когда любой из игроков построит семь (по классическим правилам, восемь) кварталов.
Игра состоит из раундов, в каждом раунде:
- игроки сперва распределяют персонажей, которые определяют очередность ходов в раунде
- затем в свой ход каждый игрок:
  - выполняет действие: берёт 2 монеты из банка или карты кварталов из колоды (одну из них надо вернуть в сброс);
  - строит квартал в своём городе (или несколько, если персонаж — Зодчий), постройка квартала является необязательной.

Кроме того, в любой момент своего хода (но только один раз за ход) можно получить дополнительные монеты (доход) за кварталы, соответствующие своему персонажу.
В определённые моменты хода можно воспользоваться специальными свойствами своего персонажа: Кондотьер — в конце своего хода; Зодчий, Купец и сразу после совершения действия; Король в начале своего хода перед совершениям действия; Чародей и Волшебник — в любой момент своего хода.

### Основные персонажи
- Ассасин (наёмный убийца) выводит любого персонажа из игры на один раунд
- Вор способен украсть золото у другого персонажа (кроме Ассасина и его жертвы)
- Чародей даёт возможность получить новые карты из колоды в обмен на свои, либо обменять все имеющиеся у себя в руке карты на все карты, имеющиеся в руке у другого игрока.
- Король получает дополнительный доход со своих кварталов королевского (жёлтого) цвета и позволяет владельцу первым совершать выбор персонажа в следующем раунде.
- Епископ получает защиту зданий от разрушения в этот раунд и «церковную десятину» — доход со своих кварталов синего цвета.
- Купец автоматически получает дополнительный денежный бонус в 1 монету и доход со своих кварталов зелёного цвета.
- Зодчий автоматически получает дополнительные два квартала из колоды после совершения действия (то есть после взятия денег или карт кварталов перед постройкой) и может построить вплоть до трёх кварталов (остальные персонажи строят только один квартал в ход).[2]
- Кондотьер получает доход с военных (красных) кварталов. В конце своего хода может разрушить здание любого игрока (кроме Епископа) за плату, на 1 монету меньшую, чем стоимость постройки квартала. Кварталы стоимостью 1 можно разрушать бесплатно.

### Дополнительные персонажи
Существует также 10 дополнительных персонажей, которые появились в дополнении «The Dark City».
- Ведьма заколдовывает любого персонажа, используя его умения и его прибыль в этот ход в своих целях.
- Сборщик податей получает от всех персонажей, построивших кварталы, по одной монете.
- Волшебник может посмотреть в карты другого игрока и взять одну себе.
- Император получает монету за каждый свой дворянский (желтый) квартал. Он также забирает корону у игрока и передает её любому другому игроку (но не себе), получая взамен монету или карту кварталов.
- Аббат получает монету за каждый церковный (синий) квартал в своем городе. Также самый богатый в момент хода игрок отдает ему одну монету.
- Алхимик возвращает себе в конце хода всё золото, потраченное на постройку квартала.
- Навигатор (штурман) в самом конце своего хода получает либо 4 монеты, либо 4 карты кварталов, но не может строить кварталы в свой ход[2]
- Дипломат получает монету за каждый воинский (красный) квартал своего города. Также он может обменять свой построенный квартал на построенный квартал любого игрока, возмещая ему разницу в цене.
- Художник может приукрасить один или два[2] квартала, построенных в своём городе, положив на карту квартала монету. Цена украшенного квартала возрастает на единицу при финальном подсчете очков (также возрастает цена разрушения или обмена квартала). Квартал можно приукрасить только один раз (то есть на квартале не может лежать более одной монеты).
- Королева получает три золотых, если она сидит рядом с королём.

### Лиловые карты кварталов (основные)
Лиловые карты кварталов, как основные, так и из расширения Темный город, привносят в игру дополнительные возможности.
- Кладбище (цена 5 золотых) — когда Кондотьер разрушает квартал игрока, в городе которого построено Кладбище, игрок может заплатить 1 золотой, чтобы забрать карту разрушенного квартала в руку. Игрок не может этого сделать, если он же и был Кондотьером. Свойство Кладбища используется после хода последнего игрока в круге.
- Форт (цена 3 золотых) — Кондотьер/Дипломат не могут разрушить/заменить Форт.
- Университет (цена 6 золотых) — стоимость строительства этого квартала 6 золотых, а при подсчете баллов в конце игры этот квартал дает 8 очков. Цена разрушения квартала Кондотьером считается от цены постройки и равна 5 золотым (если в городе нет Великой Стены).
- Врата Дракона (цена 6 золотых) — стоимость строительства этого квартала 6 золотых, а при подсчете баллов в конце игры этот квартал дает 8 очков. Цена разрушения квартала Кондотьером считается от цены постройки и равна 5 золотым (если в городе нет Великой Стены).
- Школа Магии (цена 6 золотых) — во время подсчета дохода за ход Школа Магии может быть кварталом любого цвета по выбору игрока. Например, если в текущем туре игрок — Король, Школа Магии может быть засчитана, как желтый (дворянский) квартал.
- Лаборатория (цена 5 золотых) — один раз за ход игрок имеет право избавиться от 1 карты квартала с руки и получить из банка 1 золотой.
- Обсерватория (цена 5 золотых) — если в свой ход игрок решает взять карты кварталов из колоды, то он берет 3 карты, выбирает себе одну из них, а остальные кладет под низ колоды.
- Кузня (цена 5 золотых) — один раз за ход игрок имеет возможность заплатить 2 золотых за право получить 3 карты кварталов.
- Великая Стена (цена 6 золотых) — для того, чтобы разрушить один из кварталов игрока, построившего в своем городе Великую Стену, Кондотьеру придется потратить на 1 золотой больше, то есть номинальную цену квартала.
- Город Призраков (цена 2 золотых) — во время финального подсчета баллов Город Призраков может быть кварталом любого цвета по выбору игрока. Свойство не применяется, если квартал построен в последнем круге.
- Библиотека (цена 6 золотых) — если во время своего действия игрок решает брать из колоды карты кварталов, то он оставляет себе обе карты.

### Лиловые карты кварталов (дополнительные)
- Тронный зал (цена 6 золотых) — каждый раз, когда корона переходит из рук в руки, игрок получает золотой из банка.
- Каменоломня (цена 5 золотых) — при строительстве кварталов игрок имеет право построить квартал, который уже есть у него в городе. Одновременно в городе может быть только два одинаковых квартала.
- Музей (цена 4 золотых) — во время своего хода игрок имеет возможность положить одну карту с руки рубашкой вверх под Музей. В конце игры игрок получает призовой балл за каждую карту под музеем. Если Кондотьер разрушает Музей, то все карты под ним возвращаются в колоду.
- Фабрика (цена 6 золотых) — для игрока, построившего в своем городе Фабрику, стоимость постройки других лиловых кварталов уменьшается на 1 золотой. Это не влияет на стоимость разрушения кварталов Кондотьером.
- Бальный Зал (цена 6 золотых) — когда корона находится у игрока, построившего Бальный Зал, все другие игроки на вызов игрока должны отвечать словами: «Спасибо, Ваше Величество». Тот, кто забыл это сделать, пропускает свой ход.
- Звонница (цена 5 золотых) — построив в своем городе Звонницу, игрок имеет возможность объявить, что игра будет идти до постройки 7 квартала. Это разрешено даже в том случае, когда Звонница сама является седьмым кварталом. Если Звонница будет разрушена, то правила опять становятся прежними.
- Арсенал (цена 3 золотых) — в свой ход игрок имеет возможность разрушить Арсенал, чтобы уничтожить любой квартал по своему выбору в городе другого игрока .
- Маяк (цена 3 золотых) — когда игрок строит Маяк в своем городе, он может просмотреть колоду кварталов, выбрать одну карту и взять её в руку. После этого игрок должен перетасовать колоду. Свойство используется 1 раз сразу после постройки.
- Парк (цена 6 золотых) — если после окончания своего хода у игрока нет на руке карт, он имеет право взять 2 карты из колоды кварталов.
- Госпиталь (цена 6 золотых) — даже если игрока пытались убить, он сохраняет возможность действия в этом круге (но не может строить кварталы или использовать свойства своего персонажа).
- Архив (цена 5 золотых) — в конце игры игрок получает по 1 баллу за каждую карту в руке.
- Богадельня (цена 5 золотых) — если в конце хода у игрока нет золота, он получает 1 золотой из банка. Золотые, расположенные на кварталах города (поставленные Художником для украшения), не считаются золотом игрока.
- Имперская Казна (цена 4 золотых) — после окончания игры игрок получает по 1 баллу за каждый золотой, имеющийся в его распоряжении. Золотые, расположенные на кварталах города (поставленные Художником для украшения), не считаются золотом игрока.
- Колодец Желаний (цена 6 золотых) — в конце игры игрок получает 1 очко за каждый другой лиловый квартал своего города.

## Комплектация игры
В комплект последней русскоязычной редакции игры входит:
- правила игры
- 8 карт персонажей
- 68 карт городских строений
- 7 информационных карт для каждого играющего
- 1 карта короны
- 25 жетонов монет

## Расширения
В настоящий момент существует только одно расширение: «The Dark City», которое включено в обновленное издание игры. Версия Classic дополнение в себя не включает.

## Награды и премии
- 2000 Номинант конкурса Spiel des Jahres (игра выступала под названием «Ohne Furcht und Adel»[5]).
- 2000 Победитель конкурса Meeples' Choice Award[англ.][6].
- 2000 Победитель конкурса настольных игр «A la carte», проводимого журналом «Fairplay»[7][8].
- 2000 6 место в конкурсе Deutscher Spiele Preis.
- 2001 Номинант премии International Gamers Awards в номинации «Лучшая стратегическая игра»[9].
- 2001 Нидерландская версия, «Machiavelli» победила в конкурсе Niederländischer Spielepreis[нем.][10].